# Onisocryptus kurilensis
Onisocryptus kurilensis är en kräftdjursart som beskrevs av Rybakov 1998. Onisocryptus kurilensis ingår i släktet Onisocryptus och familjen Cyproniscidae. Inga underarter finns listade i Catalogue of Life.